# Parapuã (kommun)
Parapuã är en kommun i Brasilien.   Den ligger i delstaten São Paulo, i den södra delen av landet, 700 km söder om huvudstaden Brasília. Antalet invånare är 10 844.
Följande samhällen finns i Parapuã:
- Parapuã

Trakten runt Parapuã består i huvudsak av gräsmarker. Runt Parapuã är det ganska glesbefolkat, med 29 invånare per kvadratkilometer.